# Тихий (Ставропольский край)
Ти́хий — посёлок в Будённовском районе (муниципальном округе) Ставропольского края России.

## География
На реке Мокрая Буйвола.
На юго-востоке: посёлок Чкаловский.
На севере-западе: село Искра, посёлок Прогресс.
Расстояние до краевого центра: 156 км.
Расстояние до районного центра: 45 км.

## История
В соответствии с Указом Президиума Верховного Совета РСФСР от 21 сентября 1964 года посёлок Вторая ферма совхоза «Большевистская искра» был переименован в посёлок Тихий.
До 16 марта 2020 года посёлок входил в состав сельского поселения Искровский сельсовет.

## Население
| 1989 | 2002 | 2010 | 2012 | 2014 |
| ---- | ---- | ---- | ---- | ---- |
| 336  | ↘284 | ↘238 | ↗259 | ↘250 |

По данным переписи 2002 года в национальной структуре населения русские составляли 58 %, даргинцы — 33 %.